# Kárim Másimov
Kärim Qajymkanulı Mäsimov (in kazako Кәрім Қажымқанұлы Мәсімов?; in russo Карим Кажимканович Масимов?, Karim Kažimkanovič Masimov; Astana, 15 giugno 1965) è un politico kazako, primo ministro del Kazakistan dal 10 gennaio 2007 al 14 settembre 2012 e nuovamente dal 2 aprile 2014 all'8 settembre 2016 sotto la presidenza di Nursultan Nazarbaev..
Nominato capo dell'intelligence (Comitato per la sicurezza nazionale) del Kazakistan, è stato licenziato il 5 gennaio 2022 dal presidente Qasym-Jomart Toqaev in seguito ai disordini scoppiati nel Paese e arrestato poco dopo con l'accusa di tradimento.

## Biografia
Nato nel 1965 da una famiglia musulmana di origini tagiche e uigure nella città di Celinograd (ora Astana), Másimov è figlio di Eleonora Ajıbekova e Qajımqan Másimov. Suo padre ha ricoperto varie posizioni manageriali come direttore della Burundai Production Association of Wall Materials, vice capo del Glavtopsnab sotto il Consiglio dei ministri della RSS kazaka, direttore del centro sanitario Másimov LLP. Inoltre, è stato presidente delle organizzazioni della Camera Nazionale Agro-Industriale del Kazakistan e dell'Associazione di yoga del Kazakistan.
Nel 1982, Másimov si è laureato al Collegio Repubblicano di Fisica e Matematica di Alma-Ata. Dal 1985 al 1988, ha studiato presso l'Università dell'Amicizia Popolare della Russia dove ha imparato l'arabo, poi l'Istituto Alma-Ata di Economia Nazionale.
Dal 1988 al 1989, Másimov ha studiato cinese presso l'Istituto di lingua di Pechino, ha insegnato alla facoltà di legge dell'università di Wuhan dal 1989 al 1991, e poi alla Columbia University di New York. Nel 1998, si è laureato presso la scuola di specializzazione dell'Accademia statale kazaka di gestione aziendale. Nel 1999, Másimov ha conseguito un dottorato presso l'Università statale di tecnologie e gestione di Mosca intitolata a K.G. Razumovskij. Nello stesso anno, ha discusso la sua tesi di dottorato sul tema "Problemi della formazione dell'industria della Repubblica del Kazakistan e modi per risolverli (teoria e pratica)".

## Carriera

### In banca
Dal 1992 al 1995, Másimov ha lavorato presso le strutture commerciali del Kazakistan in Cina e Hong Kong. Dal 1995 al 1997 è stato presidente del consiglio di amministrazione della Almaty Trade and Financial Bank. Mentre ricopriva quell'incrico, Másimov divenne presidente ad interim del consiglio di amministrazione di Turanbank nel 1996. Dal 1997 al 2000 è stato presidente del Consiglio di Amministrazione della Cassa di Risparmio Popolare del Kazakistan.

### Ministro dei Trasporti
Nel 1991, Másimov divenne il capo del Dipartimento del Ministero del Lavoro. Il 7 agosto 2000 è stato nominato Ministro dei Trasporti e delle Comunicazioni.  Il 27 novembre 2001 è diventato vice primo ministro del Kazakistan. Másimov ha ricoperto l'incarico fino al giugno 2003, è stato nominato assistente del Presidente del Kazakistan.

### Ministro dell'Economia
Másimov è diventato nuovamente Vice Primo Ministro il 18 gennaio 2006, ed è stato contemporaneamente Ministro dell'Economia dal 19 aprile al 13 ottobre 2006.

## Post-mandato
Dopo essere stato sollevato dal suo incarico di Primo Ministro, Másimov, mentre prestava servizio come Capo dell'Amministrazione Presidenziale, è stato anche Segretario di Stato ad interim del Kazakistan dal 21 gennaio 2014 al 2 aprile 2014.
L'8 settembre 2016, Másimov è diventato il presidente del Comitato per la sicurezza nazionale (NSC).

### L'arresto (2022)
Másimov è stato licenziato come capo del NSC il 5 gennaio 2022 durante le proteste kazake del 2022 e arrestato il 6 gennaio, secondo l'account ufficiale, o entro l'8 gennaio, quando il suo arresto è stato annunciato pubblicamente. Joanna Lillis, scrivendo su Eurasianet, ha ipotizzato che Másimov fosse sospettato di essere coinvolto in un tentativo di colpo di stato che l'ex consigliere di Nazarbaev Ermuhamet Ertısbaev sosteneva si fosse verificato durante le proteste.

## Vita privata
Másimov è sposato e ha tre figli. I suoi interessi includono la lettura di libri, la Muay thai, lo sci, l'arrampicata su roccia e il golf.
Parla fluentemente kazako, russo, inglese, cinese e arabo. Dopo aver studiato in Cina ha lavorato a Hong Kong come rappresentante commerciale del proprio paese. È anche considerato un uomo di fiducia del Cremlino.

### Arti marziali
Másimov è stato presidente della Federazione di Muaythai amatoriale dell'Asia (FAMA) nel 2010. La FAMA e la Federazione Continentale della Federazione Internazionale dei Dilettanti di Muaythai (IFMA) in Asia è la prima Federazione Continentale dal 1991, sostenendo il lavoro e gli sforzi dell'IFMA.  Fu poi nominato e assunse la carica di Vice Presidente dell'IFMA, Presidente della federazione Muaythai in Kazakistan e Vice-Presidente del World Muaythai Council (WMC).
Nel 2012, è stato rieletto all'unanimità per un altro mandato di quattro anni a capo della federazione asiatica, che è riconosciuta dal Consiglio Olimpico dell'Asia.